# Palmarès du double messieurs des Internationaux d'Australie
Pour un article plus général, voir Open d'Australie.
Cet article présente le palmarès du double messieurs des internationaux d'Australie depuis la première apparition en 1905 d'un tableau de double masculin au championnat d'Australasie de tennis, prédécesseur de l'actuel Open d'Australie.

## Palmarès
| No       | Date       | Nom et lieu du tournoi                   | Catégorie | Dotation      | Surface      | Vainqueurs                          | Finalistes                          | Score                       |         |
| -------- | ---------- | ---------------------------------------- | --------- | ------------- | ------------ | ----------------------------------- | ----------------------------------- | --------------------------- | ------- |
| 1        | ??-11-1905 | Australasian Championships, Melbourne    | G. Chelem | NC $          | Gazon (ext.) | Randolph Lycett Tom Tachell         | Edgar T. Barnard Basil Spence       | 11-9, 8-6, 1-6, 4-6, 6-1    |         |
| 2        | 26-12-1906 | Australasian Championships, Christchurch | G. Chelem | NC $          | Gazon (ext.) | Rodney Heath Anthony Wilding        | Harry Parker Cecil Cleve Cox        | 6-2, 6-4, 6-2               |         |
| 3        | 18-08-1907 | Australasian Championships, Brisbane     | G. Chelem | NC $          | Gazon (ext.) | Bill Gregg Harry Parker             | Horace Rice Gordon Wright           | 6-2, 3-6, 6-2, 6-2          |         |
| 4        | 07-12-1908 | Australasian Championships, Sydney       | G. Chelem | NC $          | Gazon (ext.) | Fred Alexander Alfred Dunlop        | Granville G. Sharp Anthony Wilding  | 6-3, 6-2, 6-1               |         |
| 5        | ??-11-1909 | Australasian Championships, Perth        | G. Chelem | NC $          | Gazon (ext.) | J.Keane Ernie Parker                | Tom Crooks Anthony Wilding          | 1-6, 6-1, 6-1, 9-7          |         |
| 6        | 15-03-1910 | Australasian Championships, Adélaïde     | G. Chelem | NC $          | Gazon (ext.) | Ashley Campbell Horace Rice         | Rodney Heath James O'Day            | 6-3, 6-3, 6-2               |         |
| 7        | 21-11-1911 | Australasian Championships, Melbourne    | G. Chelem | NC $          | Gazon (ext.) | Rodney Heath Randolph Lycett        | John Addison Norman Brookes         | 6-2, 7-5, 6-0               |         |
| 8        | 30-12-1912 | Australasian Championships, Hastings     | G. Chelem | NC $          | Gazon (ext.) | James Cecil Parke Charles Dixon     | Alfred Beamish Gordon Lowe          | 6-4, 6-4, 6-2               |         |
| 9        | 11-11-1913 | Australasian Championships, Perth        | G. Chelem | NC $          | Gazon (ext.) | Ernie Parker Alf Hedeman            | Harry Parker Ray Taylor             | 8-6, 4-6, 6-4, 6-4          |         |
| 10       | 23-11-1914 | Australasian Championships, Melbourne    | G. Chelem | NC $          | Gazon (ext.) | Ashley Campbell Gerald Patterson    | Rodney Heath Arthur O'Hara Wood     | 7-5, 3-6, 6-3, 6-3          |         |
| 11       | 13-08-1915 | Australasian Championships, Brisbane     | G. Chelem | NC $          | Gazon (ext.) | Clarence Todd Horace Rice           | Gordon Lowe Bert St. John           | 8-6, 6-4, 7-9, 6-3          |         |
| 12       | 19-01-1919 | Australasian Championships, Sydney       | G. Chelem | NC $          | Gazon (ext.) | Pat O'Hara Wood Ron Thomas          | James Anderson Arthur Lowe          | 7-5, 6-1, 7-9, 3-6, 6-3     |         |
| 13       | 15-03-1920 | Australasian Championships, Adélaïde     | G. Chelem | NC $          | Gazon (ext.) | Pat O'Hara Wood Ron Thomas          | Horace Rice Ray Taylor              | 6-1, 6-0, 7-5               |         |
| 14       | 26-12-1921 | Australasian Championships, Perth        | G. Chelem | NC $          | Gazon (ext.) | Rhys Gemmell Stanley Eaton          | N. Brearley Edward Stokes           | 7-5, 6-3, 6-3               |         |
| 15       | 01-12-1922 | Australasian Championships, Sydney       | G. Chelem | NC $          | Gazon (ext.) | John Hawkes Gerald Patterson        | James Anderson Norman Peach         | 8-10, 6-0, 6-0, 7-5         | Tableau |
| 16       | 11-08-1923 | Australasian Championships, Brisbane     | G. Chelem | NC $          | Gazon (ext.) | Pat O'Hara Wood Bert St. John       | Dudley Bullough Horace Rice         | 6-4, , 6-3, 3-6, 6-0        | Tableau |
| 17       | 18-01-1924 | Australasian Championships, Melbourne    | G. Chelem | NC $          | Gazon (ext.) | James Anderson Norman Brookes       | Gerald Patterson Pat O'Hara Wood    | 6-2, 6-4, 6-3               | Tableau |
| 18       | 24-01-1925 | Australasian Championships, Sydney       | G. Chelem | NC $          | Gazon (ext.) | Pat O'Hara Wood Gerald Patterson    | James Anderson Fred Kalms           | 6-4, 8-6, 7-5               | Tableau |
| 19       | 23-01-1926 | Australasian Championships, Adélaïde     | G. Chelem | NC $          | Gazon (ext.) | John Hawkes Gerald Patterson        | James Anderson Pat O'Hara Wood      | 6-1, 6-4, 6-2               | Tableau |
| 20       | 22-01-1927 | Australian Championships, Melbourne      | G. Chelem | NC $          | Gazon (ext.) | John Hawkes Gerald Patterson        | Pat O'Hara Wood Ian McInness        | 8-6, , 6-2, 6-1             | Tableau |
| 21       | 21-01-1928 | Australian Championships, Sydney         | G. Chelem | NC $          | Gazon (ext.) | Jean Borotra Jacques Brugnon        | Jim Willard Edgar Moon              | 6-2, 4-6, 6-4, 6-4          | Tableau |
| 22       | 19-01-1929 | Australian Championships, Adélaïde       | G. Chelem | NC $          | Gazon (ext.) | Jack Crawford Harry Hopman          | Ian Collins Colin Gregory           | 6-1, 6-8, 4-6, 6-1, 6-3     | Tableau |
| 23       | 18-01-1930 | Australian Championships, Melbourne      | G. Chelem | NC $          | Gazon (ext.) | Jack Crawford Harry Hopman          | John Hawkes Timothy Fitchett        | 8-6, 6-1, 2-6, 6-3          | Tableau |
| 24       | 27-02-1931 | Australian Championships, Sydney         | G. Chelem | NC $          | Gazon (ext.) | Charles Donohoe Roy Dunlop          | Jack Crawford Harry Hopman          | 8-6, 6-2, 5-7, 7-9, 6-4     | Tableau |
| 25       | 08-02-1932 | Australian Championships, Adélaïde       | G. Chelem | NC $          | Gazon (ext.) | Jack Crawford Edgar Moon            | Harry Hopman Gerald Patterson       | 12-10, 6-3, 4-6, 6-4        | Tableau |
| 26       | 21-01-1933 | Australian Championships, Melbourne      | G. Chelem | NC $          | Gazon (ext.) | Keith Gledhill Ellsworth Vines      | Jack Crawford Edgar Moon            | 6-4, 10-8, 6-2              | Tableau |
| 27       | 18-01-1934 | Australian Championships, Sydney         | G. Chelem | NC $          | Gazon (ext.) | Fred Perry Patrick Hughes           | Adrian Quist Donald Turnbull        | 6-8, 6-3, 6-4, 3-6, 6-3     | Tableau |
| 28       | 05-01-1935 | Australian Championships, Melbourne      | G. Chelem | NC $          | Gazon (ext.) | Jack Crawford Vivian McGrath        | Patrick Hughes Fred Perry           | 6-4, 8-6, 6-2               | Tableau |
| 29       | 20-01-1936 | Australian Championships, Adélaïde       | G. Chelem | NC $          | Gazon (ext.) | Adrian Quist Donald Turnbull        | Jack Crawford Vivian McGrath        | 6-8, 8-2, 6-1, 3-6, 6-2     | Tableau |
| 30       | 22-01-1937 | Australian Championships, Sydney         | G. Chelem | NC $          | Gazon (ext.) | Adrian Quist Donald Turnbull        | John Bromwich Jack Harper           | 6-2, 9-7, 1-6, 6-8, 6-4     | Tableau |
| 31       | 21-01-1938 | Australian Championships, Adélaïde       | G. Chelem | NC $          | Gazon (ext.) | Adrian Quist John Bromwich          | Gottfried von Cramm Henner Henkel   | 7-5, 6-4, 6-0               | Tableau |
| 32       | 20-01-1939 | Australian Championships, Melbourne      | G. Chelem | NC $          | Gazon (ext.) | Adrian Quist John Bromwich          | Donald Turnbull Colin Long          | 6-4, 7-5, 6-2               | Tableau |
| 33       | 19-01-1940 | Australian Championships, Sydney         | G. Chelem | NC $          | Gazon (ext.) | Adrian Quist John Bromwich          | Jack Crawford Vivian McGrath        | 6-3, 7-5, 6-1               | Tableau |
| 34       | 19-01-1946 | Australian Championships, Adélaïde       | G. Chelem | NC $          | Gazon (ext.) | Adrian Quist John Bromwich          | Max Newcombe Leonard Schwartz       | 6-3, 6-1, , 9-7             | Tableau |
| 35       | 18-01-1947 | Australian Championships, Sydney         | G. Chelem | NC $          | Gazon (ext.) | Adrian Quist John Bromwich          | Frank Sedgman George Worthington    | 6-1, 6-3, 6-1               | Tableau |
| 36       | 16-01-1948 | Australian Championships, Melbourne      | G. Chelem | NC $          | Gazon (ext.) | Adrian Quist John Bromwich          | Frank Sedgman Colin Long            | 1-6, 6-8, 9-7, 6-3, 8-6     | Tableau |
| 37       | 22-01-1949 | Australian Championships, Adélaïde       | G. Chelem | NC $          | Gazon (ext.) | Adrian Quist John Bromwich          | Geoff Brown Bill Sidwell            | 1-6, 7-5, 6-2, 6-3          | Tableau |
| 38       | 20-01-1950 | Australian Championships, Melbourne      | G. Chelem | NC $          | Gazon (ext.) | Adrian Quist John Bromwich          | Eric Sturgess Jaroslav Drobný       | 6-3, 5-7, 4-6, 6-3, 8-6     | Tableau |
| 39       | 20-01-1951 | Australian Championships, Sydney         | G. Chelem | NC $          | Gazon (ext.) | Frank Sedgman Ken McGregor          | John Bromwich Adrian Quist          | 11-9, 2-6, 6-3, 4-6, 6-3    | Tableau |
| 40       | 18-01-1952 | Australian Championships, Adélaïde       | G. Chelem | NC $          | Gazon (ext.) | Frank Sedgman Ken McGregor          | Don Candy Mervyn Rose               | 6-4, 7-5, 6-3               | Tableau |
| 41       | 08-01-1953 | Australian Championships, Melbourne      | G. Chelem | NC $          | Gazon (ext.) | Ken Rosewall Lew Hoad               | Don Candy Mervyn Rose               | 9-11, 6-4, 10-8, 6-4        | Tableau |
| 42       | 22-01-1954 | Australian Championships, Sydney         | G. Chelem | NC $          | Gazon (ext.) | Mervyn Rose Rex Hartwig             | Neale Fraser Clive Wilderspin       | 6-3, 6-4, 6-2               | Tableau |
| 43       | 21-01-1955 | Australian Championships, Adélaïde       | G. Chelem | NC $          | Gazon (ext.) | Vic Seixas Tony Trabert             | Lew Hoad Ken Rosewall               | 6-3, 6-2, 2-6, 3-6, 6-1     | Tableau |
| 44       | 20-01-1956 | Australian Championships, Brisbane       | G. Chelem | NC $          | Gazon (ext.) | Ken Rosewall Lew Hoad               | Don Candy Mervyn Rose               | 10-8, 13-11, 6-4            | Tableau |
| 45       | 18-01-1957 | Australian Championships, Melbourne      | G. Chelem | NC $          | Gazon (ext.) | Lew Hoad Neale Fraser               | Malcolm Anderson Ashley Cooper      | 6-3, 8-6, 6-4               | Tableau |
| 46       | 17-01-1958 | Australian Championships, Sydney         | G. Chelem | NC $          | Gazon (ext.) | Ashley Cooper Neale Fraser          | Roy Emerson Bob Mark                | 7-5, 6-8, 3-6, , 6-3, 7-5   | Tableau |
| 47       | 16-01-1959 | Australian Championships, Adélaïde       | G. Chelem | NC $          | Gazon (ext.) | Rod Laver Bob Mark                  | Don Candy Robert Howe               | 9-7, 6-4, 6-2               | Tableau |
| 48       | 22-01-1960 | Australian Championships, Brisbane       | G. Chelem | NC $          | Gazon (ext.) | Rod Laver Bob Mark                  | Roy Emerson Neale Fraser            | 1-6, 6-2, 6-4, 6-4          | Tableau |
| 49       | 17-01-1961 | Australian Championships, Melbourne      | G. Chelem | NC $          | Gazon (ext.) | Rod Laver Bob Mark                  | Roy Emerson Martin Mulligan         | 6-3, 7-5, 3-6, 9-11, 6-2    | Tableau |
| 50       | 15-01-1962 | Australian Championships, Sydney         | G. Chelem | NC $          | Gazon (ext.) | Roy Emerson Neale Fraser            | Bob Hewitt Fred Stolle              | 4-6, 4-6, 6-1, , 6-4, 11-9  | Tableau |
| 51       | 09-01-1963 | Australian Championships, Adélaïde       | G. Chelem | NC $          | Gazon (ext.) | Bob Hewitt Fred Stolle              | Ken Fletcher John Newcombe          | 6-2, 3-6, 6-3, 3-6, 6-3     | Tableau |
| 52       | 13-01-1964 | Australian Championships, Brisbane       | G. Chelem | NC $          | Gazon (ext.) | Bob Hewitt Fred Stolle              | Roy Emerson Ken Fletcher            | 6-4, 7-5, 3-6, 4-6, 14-12   | Tableau |
| 53       | 22-01-1965 | Australian Championships, Melbourne      | G. Chelem | NC $          | Gazon (ext.) | John Newcombe Tony Roche            | Roy Emerson Fred Stolle             | 3-6, 4-6, 13-11, 6-3, 6-4   | Tableau |
| 54       | 21-01-1966 | Australian Championships, Sydney         | G. Chelem | NC $          | Gazon (ext.) | Roy Emerson Fred Stolle             | John Newcombe Tony Roche            | 7-9, 6-3, 6-8, 14-12, 12-10 | Tableau |
| 55       | 20-01-1967 | Australian Championships, Adélaïde       | G. Chelem | NC $          | Gazon (ext.) | John Newcombe Tony Roche            | Bill Bowrey Owen Davidson           | 3-6, 6-3, 7-5, 6-8, 8-6     | Tableau |
| 56       | 19-01-1968 | Australian Championships, Melbourne      | G. Chelem | NC $          | Gazon (ext.) | Dick Crealy Allan Stone             | Terry Addison Ray Keldie            | 10-8, 6-4, 6-3              | Tableau |
| Ère Open |            |                                          |           |               |              |                                     |                                     |                             |         |
| 57       | 20-01-1969 | Australian Open, Brisbane                | G. Chelem | NC $          | Gazon (ext.) | Rod Laver Roy Emerson               | Ken Rosewall Fred Stolle            | 6-4, 6-4                    | Tableau |
| 58       | 19-01-1970 | Australian Open, Sydney                  | G. Chelem | NC $          | Gazon (ext.) | Robert Lutz Stan Smith              | John Alexander Phil Dent            | 8-6, 6-3, 6-4               | Tableau |
| 59       | 07-03-1971 | Australian Open, Sydney                  | G. Chelem | NC $          | Gazon (ext.) | John Newcombe Tony Roche            | Tom Okker Marty Riessen             | 6-2, 7-6                    | Tableau |
| 60       | 27-12-1971 | Australian Open, Melbourne               | G. Chelem | NC $          | Gazon (ext.) | Ken Rosewall Owen Davidson          | Ross Case Geoff Masters             | 3-6, 7-6, 6-2               | Tableau |
| 61       | 26-12-1972 | Australian Open, Melbourne               | G. Chelem | NC $          | Gazon (ext.) | John Newcombe Malcolm Anderson      | John Alexander Phil Dent            | 6-3, 6-4, 7-6               | Tableau |
| 62       | 24-12-1973 | Australian Open, Melbourne               | G. Chelem | NC $          | Gazon (ext.) | Ross Case Geoff Masters             | Syd Ball Bob Giltinan               | 6-7, 6-3, 6-4               | Tableau |
| 63       | 21-12-1974 | Australian Open, Melbourne               | G. Chelem | NC $          | Gazon (ext.) | John Alexander Phil Dent            | Robert Carmichael Allan Stone       | 6-3, 7-6                    | Tableau |
| 64       | 26-12-1975 | Australian Open, Melbourne               | G. Chelem | NC $          | Gazon (ext.) | John Newcombe Tony Roche            | Ross Case Geoff Masters             | 7-6, 6-4                    | Tableau |
| 65       | 03-01-1977 | Marlboro Australian Open, Melbourne      | G. Chelem | NC $          | Gazon (ext.) | Arthur Ashe Tony Roche              | Charlie Pasarell Erik van Dillen    | 6-4, 6-4                    | Tableau |
| 66       | 19-12-1977 | Australian Open, Melbourne               | G. Chelem | 50 000 $      | Gazon (ext.) | Ray Ruffels Allan Stone             | John Alexander Phil Dent            | 7-6, 7-6                    | Tableau |
| 67       | 25-12-1978 | Australian Open, Melbourne               | G. Chelem | 35 000 $      | Gazon (ext.) | Wojtek Fibak Kim Warwick            | Paul Kronk Cliff Letcher            | 7-6, 7-5                    | Tableau |
| 68       | 24-12-1979 | Australian Open, Melbourne               | G. Chelem | 50 000 $      | Gazon (ext.) | Peter McNamara Paul McNamee         | Paul Kronk Cliff Letcher            | 7-6, 6-2                    | Tableau |
| 69       | 24-11-1980 | Toyota Australian Open, Melbourne        | G. Chelem | 200 000 $     | Gazon (ext.) | Mark Edmondson Kim Warwick          | Peter McNamara Paul McNamee         | 7-5, 6-4                    | Tableau |
| 70       | 30-11-1981 | Toyota Australian Open, Melbourne        | G. Chelem | 200 000 $     | Gazon (ext.) | Mark Edmondson Kim Warwick          | Hank Pfister John Sadri             | 6-3, 6-7, 6-3               | Tableau |
| 71       | 02-12-1982 | Marlboro Australian Open, Melbourne      | G. Chelem | 350 000 $     | Gazon (ext.) | John Alexander John Fitzgerald      | Andy Andrews John Sadri             | 6-4, 7-6                    | Tableau |
| 72       | 28-11-1983 | Marlboro Australian Open, Melbourne      | G. Chelem | 500 000 $     | Gazon (ext.) | Mark Edmondson Paul McNamee         | Steve Denton Sherwood Stewart       | 6-3, 7-6                    | Tableau |
| 73       | 26-11-1984 | Australian Open, Melbourne               | G. Chelem | 645 000 $     | Gazon (ext.) | Mark Edmondson Sherwood Stewart     | Joakim Nyström Mats Wilander        | 6-2, 6-2, 7-5               | Tableau |
| 74       | 25-11-1985 | Australian Open, Melbourne               | G. Chelem | 645 000 $     | Gazon (ext.) | Paul Annacone Christo van Rensburg  | Mark Edmondson Kim Warwick          | 3-6, 7-6, 6-4, 6-4          | Tableau |
| 75       | 12-01-1987 | Ford Australian Open, Melbourne          | G. Chelem | 695 161 $     | Gazon (ext.) | Stefan Edberg Anders Järryd         | Peter Doohan Laurie Warder          | 6-4, 6-4, 7-6               | Tableau |
| 76       | 11-01-1988 | Ford Australian Open, Melbourne          | G. Chelem | 711 450 $     | Dur (ext.)   | Rick Leach Jim Pugh                 | Jeremy Bates Peter Lundgren         | 6-3, 6-2, 6-3               | Tableau |
| 77       | 16-01-1989 | Ford Australian Open, Melbourne          | G. Chelem | 937 882 $     | Dur (ext.)   | Rick Leach Jim Pugh                 | Darren Cahill Mark Kratzmann        | 6-4, 6-4, 6-4               | Tableau |
| 78       | 15-01-1990 | Ford Australian Open, Melbourne          | G. Chelem | 1 220 160 $   | Dur (ext.)   | Pieter Aldrich Danie Visser         | Grant Connell Glenn Michibata       | 6-4, 4-6, 6-1, 6-4          | Tableau |
| 79       | 14-01-1991 | Ford Australian Open, Melbourne          | G. Chelem | 2 000 000 $   | Dur (ext.)   | Scott Davis David Pate              | Patrick McEnroe David Wheaton       | 6-7, 7-6, 6-3, 7-5          | Tableau |
| 80       | 13-01-1992 | Ford Australian Open, Melbourne          | G. Chelem | 2 000 000 $   | Dur (ext.)   | Todd Woodbridge Mark Woodforde      | Kelly Jones Rick Leach              | 6-4, 6-3, 6-4               | Tableau |
| 81       | 18-01-1993 | Ford Australian Open, Melbourne          | G. Chelem | 2 400 000 $   | Dur (ext.)   | Danie Visser Laurie Warder          | John Fitzgerald Anders Järryd       | 6-4, 6-3, 6-4               | Tableau |
| 82       | 17-01-1994 | Ford Australian Open, Melbourne          | G. Chelem | 2 426 000 $   | Dur (ext.)   | Jacco Eltingh Paul Haarhuis         | Byron Black Jonathan Stark          | 6-7, 6-3, 6-4, 6-3          | Tableau |
| 83       | 16-01-1995 | Ford Australian Open, Melbourne          | G. Chelem | 2 738 000 $   | Dur (ext.)   | Jared Palmer Richey Reneberg        | Mark Knowles Daniel Nestor          | 6-3, 3-6, 6-3, 6-2          | Tableau |
| 84       | 15-01-1996 | Ford Australian Open, Melbourne          | G. Chelem | 3 970 600 $   | Dur (ext.)   | Stefan Edberg Petr Korda            | Sébastien Lareau Alex O'Brien       | 7-5, 7-5, 4-6, 6-1          | Tableau |
| 85       | 13-01-1997 | Ford Australian Open, Melbourne          | G. Chelem | 4 058 100 $   | Dur (ext.)   | Todd Woodbridge Mark Woodforde      | Sébastien Lareau Alex O'Brien       | 4-6, 7-5, 7-5, 6-3          | Tableau |
| 86       | 19-01-1998 | Australian Open, Melbourne               | G. Chelem | 4 058 100 $   | Dur (ext.)   | Jonas Björkman Jacco Eltingh        | Todd Woodbridge Mark Woodforde      | 6-2, 5-7, 2-6, 6-4, 6-3     | Tableau |
| 87       | 18-01-1999 | Australian Open, Melbourne               | G. Chelem | 3 040 620 $   | Dur (ext.)   | Jonas Björkman Patrick Rafter       | Leander Paes Mahesh Bhupathi        | 6-3, 4-6, 6-4, 610-7, 6-4   | Tableau |
| 88       | 17-01-2000 | Australian Open, Melbourne               | G. Chelem | 3 864 414 $   | Dur (ext.)   | Ellis Ferreira Rick Leach           | Wayne Black Andrew Kratzmann        | 6-4, 3-6, 6-3, 3-6, 18-16   | Tableau |
| 89       | 15-01-2001 | Australian Open, Melbourne               | G. Chelem | 3 568 313 $   | Dur (ext.)   | Jonas Björkman Todd Woodbridge      | Byron Black David Prinosil          | 6-1, 5-7, 6-4, 6-4          | Tableau |
| 90       | 14-01-2002 | Australian Open, Melbourne               | G. Chelem | 3 927 210 $   | Dur (ext.)   | Mark Knowles Daniel Nestor          | Fabrice Santoro Michaël Llodra      | 7-64, 6-3                   | Tableau |
| 91       | 13-01-2003 | Australian Open, Melbourne               | G. Chelem | 4 861 502 $   | Dur (ext.)   | Fabrice Santoro Michaël Llodra      | Mark Knowles Daniel Nestor          | 6-4, 3-6, 6-3               | Tableau |
| 92       | 19-01-2004 | Australian Open, Melbourne               | G. Chelem | 6 736 438 $   | Dur (ext.)   | Fabrice Santoro Michaël Llodra      | Bob Bryan Mike Bryan                | 7-64, 6-3                   | Tableau |
| 93       | 17-01-2005 | Australian Open, Melbourne               | G. Chelem | 6 743 444 $   | Dur (ext.)   | Wayne Black Kevin Ullyett           | Bob Bryan Mike Bryan                | 6-4, 6-4                    | Tableau |
| 94       | 16-01-2006 | Australian Open, Melbourne               | G. Chelem | 6 784 589 $   | Dur (ext.)   | Bob Bryan Mike Bryan                | Martin Damm Leander Paes            | 4-6, 6-3, 6-4               | Tableau |
| 95       | 15-01-2007 | Australian Open, Melbourne               | G. Chelem | 7 297 052 $   | Dur (ext.)   | Bob Bryan Mike Bryan                | Jonas Björkman Max Mirnyi           | 7-5, 7-5                    | Tableau |
| 96       | 14-01-2008 | Australian Open, Melbourne               | G. Chelem | 9 609 870 A$  | Dur (ext.)   | Jonathan Erlich Andy Ram            | Arnaud Clément Michaël Llodra       | 7-5, 7-64                   | Tableau |
| 97       | 19-01-2009 | Australian Open, Melbourne               | G. Chelem | 10 712 240 A$ | Dur (ext.)   | Bob Bryan Mike Bryan                | Mark Knowles Mahesh Bhupathi        | 2-6, 7-5, 6-0               | Tableau |
| 98       | 18-01-2010 | Australian Open, Melbourne               | G. Chelem | 11 048 640 A$ | Dur (ext.)   | Bob Bryan Mike Bryan                | Daniel Nestor Nenad Zimonjić        | 6-3, 6-7, 6-3               | Tableau |
| 99       | 17-01-2011 | Australian Open, Melbourne               | G. Chelem | 11 414 950 A$ | Dur (ext.)   | Bob Bryan Mike Bryan                | Mahesh Bhupathi Leander Paes        | 6-3, 6-4                    | Tableau |
| 100      | 16-01-2012 | Australian Open, Melbourne               | G. Chelem | 11 806 550 A$ | Dur (ext.)   | Leander Paes Radek Štěpánek         | Bob Bryan Mike Bryan                | 7-61, 6-2                   | Tableau |
| 101      | 14-01-2013 | Australian Open, Melbourne               | G. Chelem | 13 803 160 A$ | Dur (ext.)   | Bob Bryan Mike Bryan                | Robin Haase Igor Sijsling           | 6-3, 6-4                    | Tableau |
| 102      | 13-01-2014 | Australian Open, Melbourne               | G. Chelem | 14 982 200 A$ | Dur (ext.)   | Łukasz Kubot Robert Lindstedt       | Eric Butorac Raven Klaasen          | 6-3, 6-3                    | Tableau |
| 103      | 19-01-2015 | Australian Open, Melbourne               | G. Chelem | 17 748 600 A$ | Dur (ext.)   | Simone Bolelli Fabio Fognini        | Pierre-Hugues Herbert Nicolas Mahut | 6-4, 6-4                    | Tableau |
| 104      | 18-01-2016 | Australian Open, Melbourne               | G. Chelem | 19 703 000 A$ | Dur (ext.)   | Jamie Murray Bruno Soares           | Daniel Nestor Radek Štěpánek        | 2-6, 6-4, 7-5               | Tableau |
| 105      | 16-01-2017 | Australian Open, Melbourne               | G. Chelem | 22 624 000 A$ | Dur (ext.)   | Henri Kontinen John Peers           | Bob Bryan Mike Bryan                | 7-5, 7-5                    | Tableau |
| 106      | 17-01-2018 | Australian Open, Melbourne               | G. Chelem | 25 096 000 A$ | Dur (ext.)   | Oliver Marach Mate Pavić            | Juan Sebastián Cabal Robert Farah   | 6-4, 6-4                    | Tableau |
| 107      | 16-01-2019 | Australian Open, Melbourne               | G. Chelem | 29 687 000 A$ | Dur (ext.)   | Pierre-Hugues Herbert Nicolas Mahut | Henri Kontinen John Peers           | 6-4, 7-61                   | Tableau |
| 108      | 20-01-2020 | Australian Open, Melbourne               | G. Chelem | 32 505 000 A$ | Dur (ext.)   | Rajeev Ram Joe Salisbury            | Max Purcell Luke Saville            | 6-4, 6-2                    | Tableau |
| 109      | 10-02-2021 | Australian Open, Melbourne               | G. Chelem | 32 790 000 A$ | Dur (ext.)   | Ivan Dodig Filip Polášek            | Rajeev Ram Joe Salisbury            | 6-3, 6-4                    | Tableau |
| 110      | 19-01-2022 | Australian Open, Melbourne               | G. Chelem | 33 784 200 A$ | Dur (ext.)   | Thanasi Kokkinakis Nick Kyrgios     | Matthew Ebden Max Purcell           | 7-5, 6-4                    | Tableau |
| 111      | 19-01-2023 | Australian Open, Melbourne               | G. Chelem | 34 848 000 A$ | Dur (ext.)   | Rinky Hijikata Jason Kubler         | Hugo Nys Jan Zieliński              | 6-4, 7-64                   | Tableau |
| 112      | 16-01-2024 | Australian Open, Melbourne               | G. Chelem | 38 923 200 A$ | Dur (ext.)   | Rohan Bopanna Matthew Ebden         | Simone Bolelli Andrea Vavassori     | 7-60, 7-5                   | Tableau |